# Município de Weldon (condado de Halifax, Carolina do Norte)
Localização da Carolina do Norte nos E.U.A.
O município de Weldon (em inglês: Weldon Township ) é um localização localizado no  condado de Halifax no estado estadounidense da Carolina do Norte. No ano 2010 tinha uma população de 5.636 habitantes.

## Geografia
O município de Weldon encontra-se localizado nas coordenadas 36° 24′ 43,55″ N, 77° 36′ 50,92″ O.